# ロバート・デヴァルー (第3代エセックス伯)
第3代エセックス伯ロバート・デヴァルー（英語: Robert Devereux, 3rd Earl of Essex，KB, PC、1591年1月11日 - 1646年9月14日）は、イングランドの貴族、軍人。清教徒革命（イングランド内戦）の際に、ニューモデル軍が登場する頃までの議会軍総司令官だった。

## 経歴
1591年1月22日、第2代エセックス伯ロバート・デヴァルーとその妻フランセス（国王秘書長官フランシス・ウォルシンガムの娘）の長男としてロンドンに生まれる。第2代ウォリック伯で議会派の海軍軍人ロバート・リッチは従兄に当たる。
イートン校を経てオックスフォード大学マートン・カレッジへ進学した。イートン校在学中の1604年4月18日に議会の議決により、大逆罪で処刑・爵位剥奪されていた父の爵位を回復し、第3代エセックス伯爵、第4代ヘレフォード子爵、第12代チャートリーのフェラーズ男爵、第10代バウチャー男爵を継承した。
1612年から1646年までスタッフォードシャー知事を務めた。1620年代には三十年戦争に従軍して各地を転戦し、1625年のカディス遠征にも従軍した。1641年2月に枢密顧問官(PC)に列する。
1639年の主教戦争ではチャールズ1世の命を受けてスコットランド征伐軍の指揮官を務めたが、1642年に第一次イングランド内戦が発生すると王党派から議会派に転じ、議会軍総司令官に就任している。この時、オリバー・クロムウェルが麾下の騎兵隊（後の鉄騎隊）を率いてエセックス伯の議会軍に参戦している。またエドマンド・ラドロー、チャールズ・フリートウッド、トマス・ハリソンなども同じく議会軍に参戦している。
しかし初戦のエッジヒルの戦いは引き分け、ジョン・ハムデン（クロムウェルの従兄）やクロムウェルから攻撃を促されても動かず優柔不断な態度を取っていた。このため好機を逃したり撤退して逆に王党派へ好機を与える場合もあり、戦争長期化の一因となった。のみならず、1643年のチャルグローヴ・フィールドの戦いで主力を動かさなかったことが敗因に繋がり、ハムデンも戦死する羽目になった。更に、イングランド南西部を守備する新しい軍の隊長ウィリアム・ウォラーとそりが合わず、7月13日のラウンドウェイ・ダウンの戦いで敗れたウォラーにオックスフォードからの王党派援軍の通過を見過ごしたことを非難され、両者の対立は議会の派閥抗争を促していった。この政争はスコットランド国民盟約（盟約派）との同盟（厳粛な同盟と契約）を進めていた議会派の実力者ジョン・ピムの政治工作で辛うじて沙汰止みになり、エセックス伯は引き続き総司令官を務め国王軍に包囲されていたグロスターを救援、ロンドンへ帰還する途中に9月20日の第一次ニューベリーの戦いで追跡して来た国王軍と戦い、はっきりと勝敗はつかなかったが国王軍が先に撤退した後にロンドンへ帰還した。一方、派閥抗争を悪化させたヘンリー・マーティンはロンドン塔へ投獄されている。
1644年7月にウォリック伯と共同でエクセターに滞在していた王妃ヘンリエッタ・マリア・オブ・フランスを捕らえようとして失敗、ヘンリエッタ・マリアに大陸へ逃げられた上、自軍が王党派に襲撃され8月のロストウィシエルの戦いで国王軍に敗北し配下の軍勢が四散、自身はウォリック伯の船で脱出したことで従来からの決断力のなさをクロムウェルら部下の将校たちから批判されるようになった。これが1645年2月に議会軍が州や貴族による連合型の軍隊から単一のニューモデル軍へと転換する契機となった。一方、ニューモデル軍設立前の1644年12月3日に屋敷でデンジル・ホリス、フィリップ・ステイプルトン、ブルストロード・ホワイトロックらと共にラウドン伯爵ジョン・キャンベルなど盟約派の特命委員達と会談、クロムウェルを議会で告発する計画を話し合ったが、ホワイトロックに告発する証拠が不十分だと指摘され計画は失敗に終わった。
さらに同年4月3日の長期議会において無能指揮官の追放を目的とする辞退条例（上下両院議員は軍指揮官を辞職する内容）が可決されたことでエセックス伯は議会軍総司令官職を辞することになった。同じく優柔不断な態度をクロムウェルに非難された東部連合軍司令官マンチェスター伯エドワード・モンタギューも罷免、軍首脳部も刷新され新たな議会軍総司令官にトーマス・フェアファクスが就任した。
その翌年の1646年9月14日にロンドン・ストランドにあるエセックス・ハウスで死去した。55歳だった。
一人息子に先立たれていたため、彼の死とともにエセックス伯爵位は廃絶した。ヘレフォード子爵位は遠縁で初代ヘレフォード子爵ウォルター・デヴァルーの末息子の家系であるウォルター・デヴァルーによって継承された。議会招集令状により創設された爵位であるフェラーズ男爵とバウチャー男爵は、男子なき場合に姉妹間に優劣がない女系継承が可能だが、彼の姉は2人あったため、継承者が決まらず、停止（abeyance）となった。しかしフェラーズ男爵位は1677年になってロバート・シャーリーが継承者に確定した。

## 栄典

### 爵位
1604年4月18日の議会の決議により以下の剥奪されていた父の爵位が回復され、継承を認められた。
- 第3代エセックス伯 (3rd Earl of Essex)

(1572年5月4日の勅許状によるイングランド貴族爵位)
- 第4代ヘレフォード子爵 (4th Viscount Hereford)

(1550年2月2日の勅許状によるイングランド貴族爵位)
- 第12代チャートリーのフェラーズ男爵（英語版） (12th Baron Ferrers of Chartley)

(1299年2月6日の議会招集令状によるイングランド貴族爵位)
- 第10代バウチャー男爵（英語版） (10th Baron Bourchier)

(1348年11月20日の議会招集令状によるイングランド貴族爵位)

### 勲章
- 1638年、バス騎士団(勲章)ナイト(KB)[27]

## 家族
1606年に初代サフォーク伯トマス・ハワードの娘フランセスと最初の結婚をしたが、1613年に性的無能力者だと言いがかりを付けられて離婚している。
ついで1631年にサー・ウィリアム・ポーレット(第3代ウィンチェスター侯爵ウィリアム・ポーレットの子)の娘エリザベスと再婚。彼女との間に一人息子のヘレフォード子爵（儀礼称号）ロバート・デヴァルー（1632年 - 1637年）を儲けたが、この息子は夭折した。